# Brachypremna sappho
Brachypremna sappho är en tvåvingeart som beskrevs av Alexander 1943. Brachypremna sappho ingår i släktet Brachypremna och familjen storharkrankar. Inga underarter finns listade i Catalogue of Life.